# Lightspeed
Lightspeed è un film per la televisione del 2006 diretto da Don E. FauntLeRoy.

## Trama
L'agente Daniel Leight viene ferito gravemente nel crollo di un edificio causato da un terrorista chiamato Python. Leight scoprirà presto che le radiazioni a cui è stato esposto lo hanno reso velocissimo, diventando così il supereroe Lightspeed e combattendo il malvagio Python.